# Bernt Olsson (politiker)
Bernt Olsson, född 13 november 1934, död 7 september 2021 i Värnamo, var en svensk politiker (kristdemokrat), lärare och rektor.
Han var Kristdemokratiska Ungdomsförbundets första ordförande 1966–1970. På senare år var han bosatt i Solna kommun, där han var vice ordförande i kommunfullmäktige.